# Парламентарни избори у Књажевини Црној Гори 1905.
Књаз Никола 18. октобра (Лучиндан) 1905. издаје народу проглас којим најављује увођење Устава и сазива Никољданске скупштине, истог дана доноси Указ о изборима и наређује да се избори за посланике за Народну Скупштину која ће отпочети свој рад 6. децембра обаве у цијелој земљи 14. новембра 1905.
Избори за замишљену конституенту проведени су потпуно слободно. Протекли су у миру, без неке посебне агитације.
Избори народних посланика по Црној Гори извршени су скоро сви 14. новембра. Пошто су неки посланици били изабрани у два изборна мјеста, а у неким мјестима остао је избор недовршен, то су 20. новембра извршени накнадни избори.
Изабрано је свега 60 посланика, и то 56 из појединих капетанија, а 4 из главних вароши, колико их је законом било одређено.
После завршених избора отпочеле су припреме за Народну скупштину која ће се одржати у Државном позоришту Зетски дом.

## Изабрани посланици за Народну скупштину 1905.
А) За вароши:
- 1. Цетиње — војвода Шако Петровић Његош, државни савјетник у пензији
- 2. Подгорица — Марко Радуловић, предсједник Обласног суда
- 3. Никшић — Марко Ђукановић, начелник одељења за грађ. саобраћај у оставци
- 4. Улцињ — Мехмудбег Ресулбеговић

Б) За капетаније
- 5. Цетињска — Митар Мартиновић, бригадир
- 6. Његушка — Марко Р. Врбица
- 7. Цуцко-цеклинска — Саво Ђ. Кривокапић, капетан
- 8. Чевско-бјеличка — Војвода Стево П. Вукотић, командир
- 9. Граховска — Аким Даковић, капетан
- 10. Рудинска — Бајо Гардашевић, великосудија у пензији
- 11. Пјешивачка — Радоица Спасојевић, официр
- 12. Команско-загарачка — Симо Радуловић, свештеник
- 13. Цеклинско-добрска — Павић Рајковић, свештеник
- 14. Доњоцеклинска — сердар Јоко Јовићевић, капетан
- 15. Љуботињско-грађанска — Стево Вујановић
- 16. Љешанска — Митар Вукчевић, окружни судија
- 17. Подгорица — Саво Шестић, капетан
- 18. Павковићка — Радован Павићевић, свештеник
- 19. Петрушинска — Блажо Бошковић, командир
- 20. мартинићка — Новак Л. Јововић, поткомандир
- 21. Спушка — Петар Савовић, капетан
- 22. Пиперска — Ђуро М. Вучинић
- 23. Љешкопољска — Шако Раичевић, капетан
- 24. Зетска — Саво Вулетић, предсједник општине Цетиње
- 25. Горњо - кучка — Васо Чејовић, капетан
- 26. Доњо - кучка — Михаило Ивановић, заступник члана д.суда
- 27. Братоножићка — Никола Митровић, капетан
- 28. Затребачка — Велиша Лазовић, бригадир
- 29. Вражегрмска — др Милован Марушић, љекар
- 30. Никшићка — Вуко Кривокапић, индустријалац
- 31. Требјешка — Митар Ђуровић, судија
- 32. Луковска — Милисав Николић, капетан
- 33. Жупска — Илија Бојовић, шеф полиције катунско-ријечке области
- 34. Ускочка — Милан Церовић, ађутант књаза Николе
- 35. Дробњачка — Душан Пекић, капетан
- 36. Језерско-шаранска — Урош Шаулић, капетан
- 37. Планино-пивска — Никола Бајагић, капетан
- 38. Жупо-пивска — Војвода Лазар Сочица, командир
- 39. Голијска — Јевто Вишњић, командир
- 40. Опутнорудинска — Тодор Комненић, капетан
- 41. Бањанска — Марко Миљанић-Радовић, командир
- 42. Горњеморачка — Сава Драговић, окружни судија
- 43. Доњеморачка — Мило Дожић, великосудија
- 44. Ровачка — Ибро Булатовић, командир
- 45. Колашинска — Мујо М. Влаховић, капетан
- 46. Липовска — Милош Меденица, командир
- 47. Пољска — Сава Анђелић, капетан
- 48. Љеворечка — Радомир Вешовић, капетан
- 49. Краљска — Лакић Лабовић, командир
- 50. Андријевачка — Вукић Масларовић, учитељ
- 51. Полимска — Вукајло Лабан, командир
- 52. Величка — Костадин Микић, командир
- 53. Шекуларско-трепачка — Милосав Раичевић, предсједник окружног суда
- 54. Улцињска — Марко Аштић, свештеник
- 55. Барска — Марко Петровић Његош, обласни управитељ
- 56. Мркојевићка — Јусуф А. Каплановић
- 57. Крајинска — Брам Б. Ликовић
- 58. Шестанско-селачка — Осман Џ. Оџић
- 59. Горњо - црмничка — Лабуд Гојнић, великосудија
- 60. Доњо - црмничка — Петар П. Пламенац[1]